# Teorema della mappa di Riemann

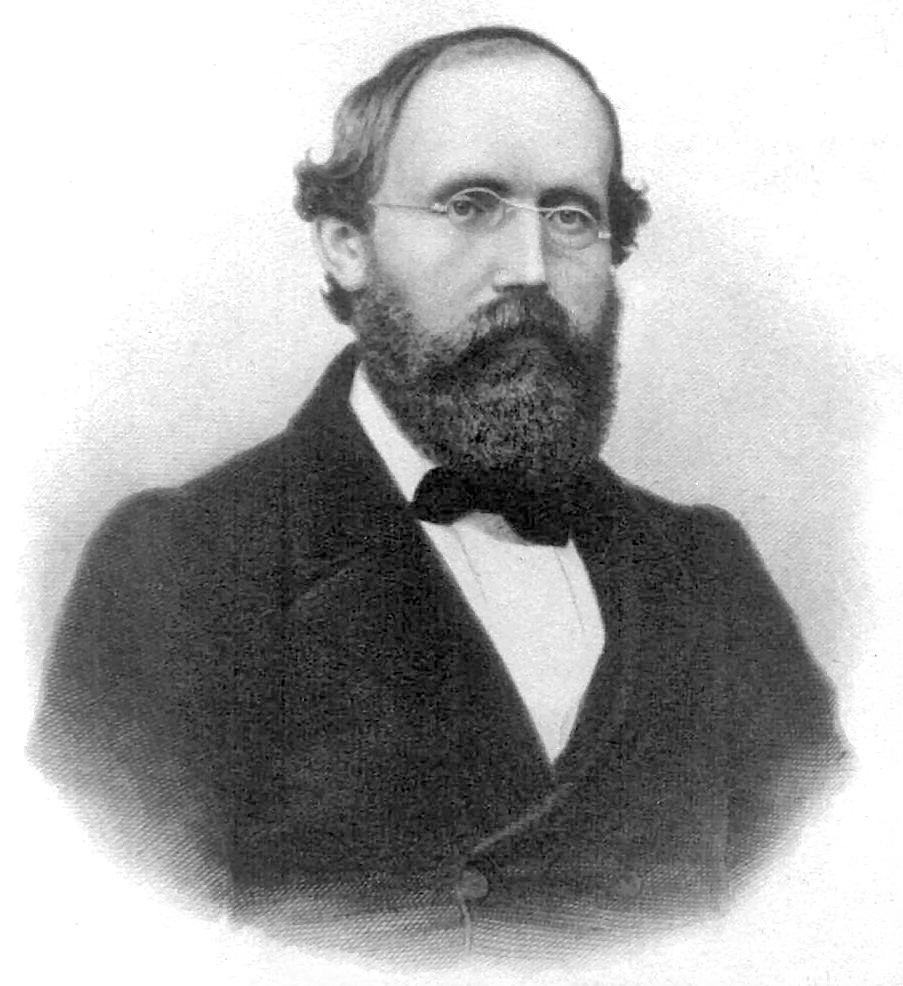
Il matematico Bernhard Riemann.

In matematica, e più precisamente in analisi complessa, il teorema della mappa di Riemann è un risultato importante riguardante alcuni insiemi aperti del piano complesso, che collega l'analisi complessa alla topologia.
Il teorema è un ingrediente fondamentale della dimostrazione del più generale teorema di uniformizzazione di Riemann.

## Enunciato
Sia {\displaystyle D} il disco aperto del piano complesso di raggio unitario
{\displaystyle D=\{z\in \mathbb {C} \ |\ |z|<1\}.}
Il teorema della mappa di Riemann asserisce il fatto seguente.
Ogni insieme aperto semplicemente connesso {\displaystyle X} del piano complesso {\displaystyle \mathbb {C} }, distinto da {\displaystyle \mathbb {C} }, è biolomorfo al disco aperto {\displaystyle D}.

## Generalità dell'enunciato

### Nessuna ipotesi sul bordo

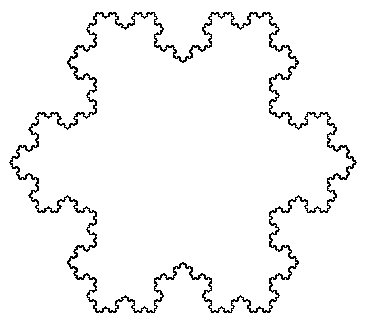
La parte interna del fiocco di neve di Koch è biolomorfa al disco.

Il fattore più sorprendente di questo enunciato è la sua ampia generalità. L'ipotesi di semplice connessione informalmente asserisce che l'aperto "non contiene buchi". Nessuna ulteriore ipotesi è fatta però sull'insieme, che ad esempio non deve essere necessariamente la parte interna di un dominio con bordo regolare. Il teorema è quindi valido ad esempio se {\displaystyle X} è la parte interna di una ellisse (che ha bordo regolare), di un quadrato (che ha bordo regolare solo a tratti), oppure di un oggetto più complesso, come il fiocco di Koch (il cui bordo non è una curva, ma un più complicato frattale).

### Il piano complesso è escluso
Il caso in cui {\displaystyle X} è il piano complesso è escluso dall'enunciato: infatti il piano complesso ed il disco aperto non sono biolomorfi (benché siano omeomorfi). Questo perché un biolomorfismo fornirebbe una funzione intera limitata ma non costante, contraddicendo il teorema di Liouville.

### Conseguenze topologiche
L'enunciato ha una conseguenza topologica importante e di non ovvia dimostrazione: ogni sottoinsieme aperto semplicemente connesso del piano è omeomorfo al disco aperto.